# 石島辰太郎
石島 辰太郎（いしじま しんたろう、1947年10月3日 - ）は、日本の工学者。専門は計測制御工学、教育工学。元東京都立科学技術大学教授、産業技術大学院大学学長。

## 経歴
- 1971年3月　早稲田大学理工学部電気工学科卒業
- 1973年3月　早稲田大学大学院理工学研究科修士課程修了（工学修士）
- 1976年3月　早稲田大学大学院理工学研究科博士課程修了（工学博士）
- 1976年4月　東京都立工科短期大学電気電子工学科助手
- 1981年4月　東京都立工科短期大学電気電子工学科助教授
- 1985年4月　東京都立工科短期大学電気電子工学科教授
- 1986年4月　東京都立科学技術大学電子システム工学科教授
- 1990年4月　東京都立科学技術大学大学院工学研究科電子情報系システム工学専攻教授（修士課程担当）
- 1992年4月　東京都立科学技術大学大学院工学研究科システム工学専攻教授（博士課程担当）
- 2001年4月　東京都立科学技術大学大学院工学研究科システム基礎工学専攻教授
- 2002年4月　東京都立科学技術大学学長
- 2006年4月　首都大学東京システムデザイン学部学部長
- 2007年4月　産業技術大学院大学学長
- 2009年3月　NHK経営委員。後に同監査委員に指名さる

## 受賞・受章
- 計測自動制御学会・論文賞（武田賞）
- システム制御情報学会学会賞論文賞
- 瑞宝中綬章（2023年）[1][2]